# NGC 2655

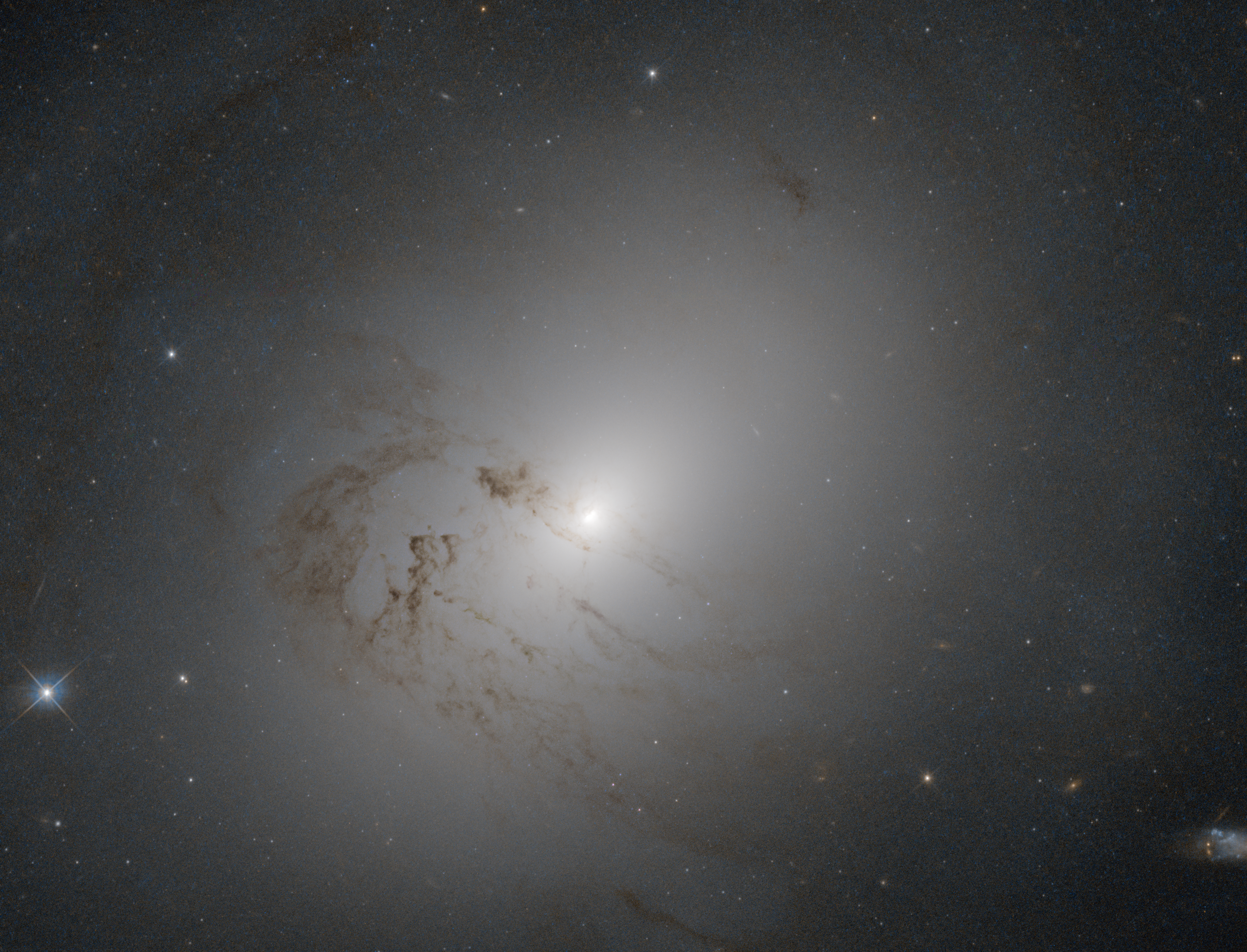
NGC 2655 par le télescope spatial Hubble.

NGC 2655 est une vaste galaxie lenticulaire située dans la constellation de la Girafe. NGC 2655 a été découverte par l'astronome germano-britannique William Herschel en 1802.

## Caractéristiques
Sa vitesse par rapport au fond diffus cosmologique est de (1 418 ± 2) km/s, ce qui correspond à une distance de Hubble de 20,9 ± 1,5 Mpc (∼68,2 millions d'al).
À ce jour, une mesure non basée sur le décalage vers le rouge (redshift) donne une distance d'environ 24,400 Mpc (∼79,6 millions d'al). Cette valeur est à l'extérieur mais compatible avec les valeurs de la distance de Hubble. Notons que c'est avec la valeur moyenne des mesures indépendantes, lorsqu'elles existent, que la base de données NASA/IPAC calcule le diamètre d'une galaxie et qu'en conséquence le diamètre de NGC 2655 pourrait être d'environ 56,6 kpc (∼185 000 al) si on utilisait la distance de Hubble pour le calculer.
NGC 2655 est une galaxie LINER, c'est-à-dire une galaxie dont le noyau présente un spectre d'émission caractérisé par de larges raies d'atomes faiblement ionisés et elle présente une large raie HI. C'est une galaxie active de type Seyfert 2.

## Morphologie
Ce joli nuage cosmique s'apparente à une galaxie, mais il lui manque des bras bien définis pour être qualifié de galaxie spirale et le renflement rougeâtre d'une galaxie elliptique. En fait, cette galaxie se situe quelque part entre une galaxie spirale et une galaxie elliptique. C'est une galaxie lenticulaire. Les galaxies lenticulaires sont en forme de disque comme les galaxies spirales, mais il n'y a plus de périodes intenses de formation d'étoiles et elle contiennent donc comme les galaxies elliptiques des populations d'étoiles vieillissantes.
Le noyau de NGC 2655 est extrêmement lumineux, ce qui lui vaut la classification de galaxie de Seyfert. Cette luminosité est probablement produite par la chute de matière dans le disque d'accrétion du trou noir supermassif central de la galaxie.
La structure du disque externe de NGC 2655 semble beaucoup plus calme, mais sa forme est plutôt curieuse. Elle possède des lignes de poussière asymétriques par rapport à son centre, des bras de marée et des régions étendues d'hydrogène neutre gazeux. La dynamique complexe des queues d'hydrogène neutre observées dans le domaine des ondes radio et de queues observées en lumière visible suggère des fusions galactiques dans le passé. Des observations en infrarouge ont montré la présence d'un faible barre.  

## Trou noir supermassif
Selon un article basé sur les mesures de luminosité de la bande K de l'infrarouge proche du bulbe de NGC 2655, on obtient une valeur de 108,5 {\displaystyle M_{\odot }} (316 millions de masses solaires) pour le trou noir supermassif qui s'y trouve.
Selon les auteurs d'un article publié en 2012, la connaissance de la masse d'un trou noir central et du taux d'accrétion par celui-ci permet d'estimer le taux de formation d'étoiles dans la région centrale des galaxies de type Seyfert. Ce taux pour NGC 2655 serait à l'intérieur et à l'extérieur d'un rayon de 1 kpc respectivement de 0,12 {\displaystyle M_{\odot }}/an  et de 0,31 {\displaystyle M_{\odot }}/an
.

## Supernova
La supernova SN 2011B a été découverte dans NGC 2655 le 7 janvier 2011, indépendamment l'astronome japonais Koichi Itagaki à Yamagata et l'astronome amateur japonais Masaki Tsuboi président de la Hiroshima Astronomical Society. Cette supernova était de type Ia. 

## Groupe de NGC 2655
NGC 2655 est le membre le plus brillant du groupe de NGC 2655, qui contient également les galaxies NGC 2591, NGC 2715, NGC 2748 de même que les galaxies UGC 4466, UGC 4701 et UGC 4714. Cinq de ces huit galaxies sont aussi indiquées sur le site de Richard Powell, « Un Atlas de L'univers ». Une des structures de gaz de NGC 2655 traîne vers la petite galaxie UGC 4714.